# Heinrich von Allerstedt
Heinrich von Allerstedt, auch Alrestete und Arlstete (genannt 1214 bis 1251), war ein deutscher Domherr.

## Leben und Wirken
Er stammte aus dem Adelsgeschlecht von Allerstedt und ist zwischen 1214 und 1251 als Domherr in Naumburg (Saale) belegt. Möglicherweise ist er mit Heinrich von Brembach identisch, der 1216 als erster Zeuge in einer Urkunde von Ludolf von Allerstedt genannt wird.